# Choerophryne
Choerophryne — рід мікрогілідних жаб, широко відомих як гірські жаби Торрічеллі, ендемічних для Нової Гвінеї.  Ці жаби є невеликими, з довжиною тіла від 11 до 23 мм. 

## Таксономія і систематика
Відмінність між Choerophryne і уже колишнім родом Albericus ґрунтувалося виключно на орієнтації алярних відростків передщелепних кісток, що надавало першому роду характерну для нього морду. У 2013 році був описаний новий вид роду Choerophryne з проміжним між двома родами виглядом, що свідчить про те, що Albericus, ймовірно, є синонімом Choerophryne.  Формальна синонімізація двох родів була запропонована Пелосо та його колегами в 2016 році на основі молекулярних доказів.

## Етимологія
Назва роду молодшого синоніма Albericus є латинською формою Alberich, карлика, що змінює форму, в епічній поемі «Повість про Нібелунгів». Кілька видів також отримали свої назви від Нібелунгів, наприклад C. siegfriedi(Choerophryne siegfriedi) від Siegfried і C. fafniri(Choerophryne fafniri) від Fafnir. 

## Види
Види амфібій світу відносять 37 видів тварин до Choerophryne, включаючи види, які раніше були віднесені до роду Albericus:
- Choerophryne alainduboisi Günther and Richards, 2018
- Choerophryne allisoni Richards and Burton, 2003
- Choerophryne alpestris (Kraus, 2010)
- Choerophryne amomani Günther, 2008
- Choerophryne arndtorum Günther, 2008
- Choerophryne bickfordi Kraus, 2018
- Choerophryne bisyllaba Günther and Richards, 2017
- Choerophryne brevicrus (Günther and Richards, 2012)
- Choerophryne brunhildae (Menzies, 1999)
- Choerophryne bryonopsis Kraus, 2013
- Choerophryne burtoni Richards, Dahl, and Hiaso, 2007
- Choerophryne crucifer Günther and Richards, 2017
- Choerophryne darlingtoni (Loveridge, 1948)
- Choerophryne epirrhina Iannella, Oliver, and Richards, 2015
- Choerophryne exclamitans (Kraus and Allison, 2005)
- Choerophryne fafniri (Menzies, 1999)
- Choerophryne gracilirostris Iannella, Richards, Oliver, 2014
- Choerophryne grylloides Iannella, Oliver, and Richards, 2015
- Choerophryne gudrunae (Menzies, 1999)
- Choerophryne gunnari (Menzies, 1999)
- Choerophryne laurini (Günther, 2000)
- Choerophryne longirostris Kraus and Allison, 2001
- Choerophryne microps Günther, 2008
- Choerophryne multisyllaba Günther and Richards, 2017
- Choerophryne murrita (Kraus and Allison, 2009)
- Choerophryne nigrescens Günther, 2008
- Choerophryne pandanicola (Günther and Richards, 2012)
- Choerophryne pipiens Günther, Richards, and Tjaturadi, 2018
- Choerophryne proboscidea Van Kampen, 1914
- Choerophryne rhenaurum (Menzies, 1999)
- Choerophryne rostellifer (Wandolleck, 1911)
- Choerophryne sanguinopicta (Kraus and Allison, 2005)
- Choerophryne siegfriedi (Menzies, 1999)
- Choerophryne swanhildae (Menzies, 1999)
- Choerophryne tubercula (Richards, Johnston, and Burton, 1992)
- Choerophryne valkuriarum (Menzies, 1999)
- Choerophryne variegata (Van Kampen, 1923)